# Phyllonorycter sexnotella
Phyllonorycter sexnotella är en fjärilsart som först beskrevs av Victor Toucey Chambers 1880.  Phyllonorycter sexnotella ingår i släktet guldmalar, och familjen styltmalar. Inga underarter finns listade i Catalogue of Life.